# Крупченко, Анна Константиновна
Анна Константиновна Крупченко (урожд. Блай; род. 15 февраля 1951) — советский и российский ученый, специалист в области лингводидактики, доктор педагогических наук, профессор.

## Образование
Окончила Минский государственный лингвистический университет.
В 1999 году в Институте развития профессионального образования защитила диссертацию на соискание ученой степени кандидата педагогических наук по специальности 13.00.08 — Теория и методика профессионального образования, тема: «Построение образовательных программ в системе непрерывного профессионального образования сотрудников таможенных органов: на примере иноязычного обучения» (научный руководитель — доктор педагогических наук, профессор, академик РАО А. М. Новиков). В 2007 году по той же специальности в Академии повышения квалификации и профессиональной переподготовки работников образования защитила диссертацию на соискание учёной степени доктора педагогических наук «Становление профессиональной лингводидактики как теоретико-методологическая проблема в профессиональном образовании» (официальные оппоненты: д.п.н, профессор, академик РАО А. М. Новиков, д.п.н, профессор Г. И. Воронина д.п.н, профессор А. Т. Глазунов).

## Преподавательская и административная работа в высшей школе
Работала в Московском педагогическом государственном университете, Академии реализации государственной политики и профессионального развития работников образования Министерства просвещения Российской Федерации, НИУ «Московском физико-технический институт».
С 2019 года по настоящее время работает в Национальном исследовательском университете «МИСИС»: профессор кафедры иностранных языков и коммуникативных технологий.

## Научная деятельность
Профессор А. К. Крупченко — автор более более 100 научных и учебно-методический работ на русском и английском языках по педагогике, лингводидактике (монографий, статей в ведущих отечественных и зарубежных научных журналах, учебников и учебных пособий). Индекс Хирша — 13. Является одним из разработчиков теоретического базиса профессиональной лингводидактики.

## Основные труды

### Монографии
- Крупченко А. К., Кузнецов А. Н. Основы профессиональной лингводидактики : Монография / А. К. Крупченко, А. Н. Кузнецов. — Москва : Федеральное государственное автономное образовательное учреждение дополнительного профессионального образования Академия повышения квалификации и профессиональной переподготовки работников образования, 2015. — 240 с.
- Крупченко А. К. Введение в профессиональную лингводидактику. Монография. — М.: МФТИ, 2005. — 311с.
- Крупченко А. К. Непрерывное иноязычное обучение сотрудников таможенных органов. Монография.— М.: РИО РТА, 2001. — 128 с.

### Участие в коллективных монографиях
- Крупченко А. К. и др. 1.2. Аксиологические дефициты иноязычной подготовки в системе среднего профессионального педагогического образования / А. К. Крупченко, А. Н. Кузнецов, С. В. Дедюкина // Аксиология иноязычного образования: среднее профессиональное педагогическое образование : Коллективная монография / Под ред. А. К. Крупченко, А. Н. Кузнецова. — Москва : Федеральное государственное автономное образовательное учреждение дополнительного профессионального образования Академия повышения квалификации и профессиональной переподготовки работников образования, 2017. — С. 19—38.
- Крупченко А. К. Кузнецов А. Н. 1.3. Профессиональная лингводидактика как методология профессионально ориентированного обучения иностранным языкам в СППО / А. К. Крупченко, А. Н. Кузнецов // Аксиология иноязычного образования: среднее профессиональное педагогическое образование : Коллективная монография / Под ред. А. К. Крупченко, А. Н. Кузнецова. — Москва : Федеральное государственное автономное образовательное учреждение дополнительного профессионального образования Академия повышения квалификации и профессиональной переподготовки работников образования, 2017. — С. 38—74.
- Крупченко А. К. 1.5. Аксиологические ориентиры концепции повышения квалификации преподавателей/учителей иностранных языков для системы СППО / А. К. Крупченко // Аксиология иноязычного образования: среднее профессиональное педагогическое образование : Коллективная монография / Под ред. А. К. Крупченко, А. Н. Кузнецова. — Москва : Федеральное государственное автономное образовательное учреждение дополнительного профессионального образования Академия повышения квалификации и профессиональной переподготовки работников образования, 2017. — С. 95—106.
- Крупченко А. К., Кондрахина Н. Г. и др. Лингвометодические и психолого-педагогические аспекты преподавания профессионально ориентированного иностранного языка в вузе : Коллективная монография / А. К. Крупченко, Н. Г. Кондрахина, О. Н. Петрова и др. — Москва : Научные технологии, 2016. — 333 с.

### Научные статьи
- Крупченко А. К. Лингвистическое обеспечение информационной безопасности организации: гуманитарные технологии / А. К. Крупченко // Актуальные проблемы гуманитарного образования : Материалы IХ Международной научно-практической конференции, Минск, 27-28 октября 2022 года / Редколлегия: О. А. Воробьева (гл. ред.) [и др.]. — Минск: Белорусский государственный университет, 2022. — С. 20—25.
- Крупченко А. К. Целевая методология иноязычной профессиональной коммуникации: профессиональная лингводидактика / А. К. Крупченко // Муниципальное образование: инновации и эксперимент. — 2022.— № 4(85). — С. 6—12.
- Крупченко, А. К. Ценности равностатусной межкультурной коммуникации / А. К. Крупченко // Актуальные проблемы лингвистики и лингводидактики иностранного языка делового и профессионального общения : Сборник материалов X Международной научной конференции, Москва, 22—23 апреля 2022 года / Отв. редактор Е. Н. Малюга. — Москва: Российский университет дружбы народов (РУДН), 2022. — С. 194—196.

### Учебники и учебные пособия
- Кузнецов А. Н., Крупченко А. К. Английский язык для педагогов: academic English (B1-B2) : Учебное пособие / А. Н. Кузнецов, А. К. Крупченко, Е. В. Прилипко. — 1-е изд.. — Москва : Издательство Юрайт, 2019. — 204 с.
- Крупченко А. К. Contemporary law in Russia : Учеб. пособие по англ. яз. для студентов, обучающихся по специальности «Юриспруденция» / А. К. Крупченко ; А. К. Крупченко. — 2-е изд., испр. и доп.. — Москва : Менеджер, 2004. — 239 с.

## Награды
- Почетная грамота Министерства науки и образования Российской Федерации.
- Медаль Российской академии образования «За выдающиеся заслуги»